# خوان إمبير
خوان إمبير (بالإسبانية: Juan Manuel Imbert)‏ هو لاعب كرة قدم أرجنتيني في مركز الهجوم، ولد في 31 مارس 1990 في سان ميغيل دي توكومان في الأرجنتين. لعب مع أرسنال ساراندي وبوكا جونيورز.

## وصلات خارجية
- خوان إمبير على موقع قاعدة بيانات كرة القدم.إي يو (الإنجليزية)
- خوان إمبير على موقع Soccerway.com (الإنجليزية)